# Zenigame
Zenigame (ゼニガメ) còn được gọi với tên tiếng Anh là Squirtle, là một loài Pokémon trong loạt tác phẩm giả tưởng Pokémon của Nintendo và Game Freak, được tạo ra bởi Atsuko Nishida. Tên của nó đã được đổi từ Zenigame thành Squirtle trong bản chuyển ngữ tiếng Anh của bộ truyện, nhằm đặt cho nó một cái tên "thông minh và có thể diễn tả được đặc tính của loài." Tên gọi tiếng Anh của Pokémon này là sự kết hợp giữa từ squir- trong squirt (tia nước) và -tle trong Turtle (rùa). Trong sê-ri phim hoạt hình, Zenigame được lồng tiếng Nhật bởi Aikawa Rikako và lồng tiếng Anh bởi Eric Stuart, sau đó là Michele Knotz. Ngoài ra, Zenigame phiên bản anime không bao giờ tiến hoá vì những lý do mà chính những người tạo ra nó cũng không thể nào thực sự giải thích được.

## Sáng tạo và đặc điểm
Zenigame được Atsuko Nishida tạo ra với vai trò là một trong những Pokémon khởi đầu trong Pocket Monsters Red and Green, dựa trên hình thái cuối cùng của nó—một giống Pokémon họ rùa sau đó đã bị loại bỏ và thay thế bởi Kamex. Ban đầu nó được gọi là "Zenigame" trong tiếng Nhật; nhưng khi chuyển ngữ sang tiếng Anh, Nintendo đã quyết định đặt cho những loài Pokémon khác nhau "những cái tên thông minh và có thể diễn tả được đặc tính của chúng", liên hệ đến ngoại hình hoặc đặc điểm của các Pokémon đó nhằm giúp cho các nhân vật này trở nên gần gũi hơn với trẻ em Hoa Kỳ. Tên tiếng Anh của Zenigame (Squirtle) bắt nguồn từ sự kết hợp của các chữ trong "squirt" cùng với "turtle".
Zenigame, còn gọi là Pokémon Rùa tí hon, là loại Pokémon rùa có đôi mắt to và má phúng phính, có thể di chuyển bằng hai chân hoặc bằng bốn chân. Da của chúng màu xanh nhạt và sở hữu một cái đuôi dài và cong. Tuy nhiên, người dẫn chương trình Pokémon Talk tuyên bố rằng Zenigame được lấy cảm hứng từ loài sóc, bằng chứng là Pokémon này "Yêu hạt nuts." Khi cảm thấy bị đe dọa, Zenigame rút tứ chi của chúng vào trong cái mai màu cam nâu và phun nước ra khỏi miệng với một lực lớn, nhằm tấn công hoặc đe dọa đối phương. Nếu gặp nguy hiểm, lớp vỏ của chúng có khả năng phục hồi và phòng thủ tuyệt vời. Nó trú ẩn trong lớp vỏ của mình, sau đó bắn nước ra bất cứ lúc nào. Ngoài ra, mai của Zenigame không chỉ đơn thuần là để tự vệ mà còn làm giảm thiểu lực cản trong nước nhờ hình dạng tròn và bề mặt nhiều rãnh, tạo điều kiện cho Pokémon này bơi với tốc độ cao.

## Xuất hiện

### Trò chơi điện tử
Trò chơi điện tử đầu tiên đầu tiên mà Zenigame xuất hiện là Pokémon Red và Blue. Trong đó, nó là Pokémon khởi đầu mà người chơi có thể chọn ở đầu trò chơi, cũng như phiên bản làm lại là Pokémon FireRed và LeafGreen. Trong Pokémon HeartGold và SoulSilver, sau khi đánh bại trùm cuối Red, người chơi sẽ nhận được một trong ba phần thưởng của giáo sư Okido gồm Fushigidane, Hitokage cùng Zenigame.

### Anime
Trong anime, Satoshi, Takeshi và Kasumi chạm trán với một băng nhóm gồm năm Zenigame (Biệt đội Zenigame) trong tập "Here Comes the Squirtle Squad!". Ban đầu chúng chỉ là một lũ du côn phá làng phá xóm, nhưng nhờ những bỗ lực của Satoshi và cô Joy nên chúng đã trở thành những người lính cứu hỏa danh dự của thị trấn. Tuy nhiên, thủ lĩnh của băng nhóm đã quyết định đi cùng với Satoshi và kề vai sát cánh với cậu. Trong suốt cuộc hành trình của Satoshi qua vùng Kanto, Zenigame là một thành viên vô giá trong đội. Cuối cùng, Zenigame đành chia tay cậu để lãnh đạo băng nhóm cũ vì nó cảm thấy rằng những thành viên trong nhóm đang dần mất phương hướng do thiếu đi sự lãnh đạo. Bất cứ khi nào mà Zenigame xuất hiện, nó cũng đều đeo một cặp kính râm nhọn màu đen. Một số người nghĩ rằng Zenigame làm điều này vì số Pokédex của nó là 007, có liên quan đến loạt phim James Bond.

### Các phương tiện truyền thông khác
Blue, nữ nhân vật chính ban đầu trong Pokémon Adventures, đã đánh cắp một con Squirtle từ phòng thí nghiệm của Giáo sư Okido. Mãi đến Chương 15, "Wartortle Wars", nó mới xuất hiện trở lại và tiến hóa thành Kameil, biệt danh là Turtley. Khi ấy, Blue điều khiển nó để cố gắng trốn thoát khỏi một huấn luyện viên khác đang đuổi theo cô, Red.

## Đón nhận
Kể từ khi xuất hiện trong loạt Pokémon, Zenigame nhìn chung đã gặt hái được sự đón nhận tích cực. Nó đã xuất hiện dưới hình thức hàng hóa, trong đó có tượng cỡ nhỏ, thú nhồi bông và Trò chơi thẻ bài Pokémon. Các nhà phân tích dự đoán rằng Zenigame, cùng với Pikachu, Fushigidane và Hitokage, sẽ dẫn đầu hoạt động kinh doanh của thương hiệu Pokémon.
Theo tạp chí Time, Zenigame được coi là một trong những nhân vật "nổi tiếng hơn cả" trong loạt phim gốc. Boys 'Life liệt kê nó là "một trong năm Pokémon tuyệt vời nhất từ Pokémon FireRed và LeafGreen", xếp thứ hai trong danh sách của họ. Biên tập viên Douglas Durden của Richmond Times-Dispatch đã nhận xét rằng Zenigame là một "Pokémon được yêu thích" của bộ truyện. Tác giả Patrick Drazen đã bàn về sự xuất hiện của loài này trong anime và nhận xét rằng Zenigame đã khẳng định vai trò đầu đảng của mình bằng cách "đeo một cặp kính râm thậm chí còn kỳ quặc hơn" so với các Zenigame khác trong băng nhóm của nó.  Cây bút Susan Yerkes của tờ San Antonio Express-News gọi Squirtle là "dễ thương thấy ớn". Khi đang trích dẫn có bao nhiêu Pokémon gây bất lợi cho Zenigame, thì một biên tập viên của IGN cho rằng "giữa Fushigidane và Hitokage thì Zenigame là tuyệt vời nhất".
Zenigame nằm trong số mười một Pokémon được chọn làm linh vật của Nhật Bản trong Giải vô địch bóng đá thế giới 2014.